# Liste der Monuments historiques in Lézardrieux
Die Liste der Monuments historiques in Lézardrieux führt die Monuments historiques in der französischen Gemeinde Lézardrieux auf.

## Liste der Bauwerke
| Bezeichnung             | Beschreibung                  | Standort                 | Kennzeichnung | Schutzstatus | Datum | Bild           |
| ----------------------- | ----------------------------- | ------------------------ | ------------- | ------------ | ----- | -------------- |
| Kirche St-Jean-Baptiste | Erbaut ab dem 15. Jahrhundert | Place de l’Eglise (Lage) | PA00089305    | Inscrit      | 1948  | weitere Bilder |

## Liste der Objekte
- Monuments historiques (Objekte) in Lézardrieux in der Base Palissy des französischen Kultusministeriums